# 18665 Sheenahayes
18665 Sheenahayes è un asteroide della fascia principale. Scoperto nel 1998, presenta un'orbita caratterizzata da un semiasse maggiore pari a 2,6167072 UA e da un'eccentricità di 0,1214018, inclinata di 2,23075° rispetto all'eclittica.